# اوتسی ۵۸۰۳
سیارک ۵۸۰۳ (به انگلیسی: 5803 Otzi، نامگذاری:1984OA) پنج هزار و هشتصد و سومین سیارک کشف شده‌است که در ۲۱ ژوئیه ۱۹۸۴ کشف شد.
قدر مطلق سیارک برابر ۱۲٫۰۰ است.